# Vòng loại Giải vô địch bóng đá nữ châu Âu 2013 - Bảng 2
Vòng loại Giải vô địch bóng đá nữ châu Âu 2013 - Bảng 2 bao gồm sáu đội tuyển thi đấu.
María Paz của Tây Ban Nha thiết lập kỷ lục vòng loại khi ghi bảy bàn vào lưới Kazakhstan.

## Xếp hạng
|  | Đội giành vé dự Giải vô địch bóng đá nữ châu Âu 2013 |
|  | Đội thi đấu vòng play-off                            |

| Đội         | Tr | T | H | B | BT | BB | HS  | Đ  |
| ----------- | -- | - | - | - | -- | -- | --- | -- |
| Đức         | 10 | 9 | 1 | 0 | 64 | 3  | +61 | 28 |
| Tây Ban Nha | 10 | 6 | 2 | 2 | 43 | 14 | +29 | 20 |
| România     | 10 | 5 | 1 | 4 | 20 | 20 | 0   | 16 |
| Thụy Sĩ     | 10 | 5 | 0 | 5 | 29 | 24 | +5  | 15 |
| Kazakhstan  | 10 | 2 | 1 | 7 | 4  | 55 | −51 | 7  |
| Thổ Nhĩ Kỳ  | 10 | 0 | 1 | 9 | 4  | 48 | −44 | 1  |

## Kết quả
Giờ thi đấu là UTC+2.
| Kazakhstan | 0 – 3    | România                        |
| ---------- | -------- | ------------------------------ |
|            | Chi tiết | Rus 7' · Bortan 15' · Laiu 51' |

| Đức                                           | 4 – 1    | Thụy Sĩ      |
| --------------------------------------------- | -------- | ------------ |
| Bajramaj 32', 66' · Bresonik 73' · Müller 79' | Chi tiết | Bachmann 68' |

| Thổ Nhĩ Kỳ | 1 – 10   | Tây Ban Nha                                                                                            |
| ---------- | -------- | --- |
| Güngör 20' | Chi tiết | Adriana 9', 51' · Borja 11', 65' · Boquete 26', 46', 69' · Sonia 44' · Corredera 82' · Olabarrieta 86' |

| Thụy Sĩ                                   | 4 – 1    | România  |
| ----------------------------------------- | -------- | -------- |
| Crnogorčević 43', 87' · Bachmann 73', 84' | Chi tiết | Dușa 54' |

| Kazakhstan               | 2 – 0    | Thổ Nhĩ Kỳ |
| ------------------------ | -------- | ---------- |
| Li 57' · Kirgizbaeva 89' | Chi tiết |            |

| Thổ Nhĩ Kỳ | 0 – 0    | Kazakhstan |
| ---------- | -------- | ---------- |
|            | Chi tiết |            |

| România | 0 – 3    | Đức                                                 |
| ------- | -------- | --------------------------------------------------- |
|         | Chi tiết | Goeßling 21' · Bajramaj 56' · Behringer 59' (ph.đ.) |

| Tây Ban Nha                    | 3 – 2    | Thụy Sĩ                    |
| ------------------------------ | -------- | -------------------------- |
| Adriana 19', 36' · Boquete 71' | Chi tiết | Bachmann 58' · Mehmeti 69' |

| Kazakhstan | 0 – 4    | Tây Ban Nha                                         |
| ---------- | -------- | --------------------------------------------------- |
|            | Chi tiết | Sonia 19', 82' · Adriana 50' (ph.đ.) · Meseguer 86' |

| România                                                  | 7 – 1    | Thổ Nhĩ Kỳ     |
| -------------------------------------------------------- | -------- | -------------- |
| Laiu 6' · Sârghe 34' · Dușa 37', 47', 60' · Rus 74', 86' | Chi tiết | Defterli 45+2' |

| Đức | 17 – 0   | Kazakhstan |
| --- | -------- | ---------- |
| Okoyino da Mbabi 3', 10', 14', 16' · Popp 5', 11', 31', 59' · Laudehr 23', 41' · Behringer 36' (ph.đ.) · Bajramaj 51' · Peter 62', 65', 89' · Müller 74', 85' | Chi tiết |            |

| România | 0 – 4    | Tây Ban Nha                                |
| ------- | -------- | ------------------------------------------ |
|         | Chi tiết | Sonia 42' · Boquete 52', 73' · Adriana 84' |

| Thổ Nhĩ Kỳ        | 1 – 2    | România              |
| ----------------- | -------- | -------------------- |
| Ficzay 86' (l.n.) | Chi tiết | Rus 11' · Ficzay 62' |

| Thụy Sĩ                                                                                    | 8 – 1    | Kazakhstan     |
| ------------------------------------------------------------------------------------------ | -------- | -------------- |
| Dickenmann 4', 45+1', 81' · Mändly 16' · Moser 28' (ph.đ.) · Wälti 44' · Bachmann 56', 60' | Chi tiết | Karibayeva 42' |

| Tây Ban Nha               | 2 – 2    | Đức                              |
| ------------------------- | -------- | -------------------------------- |
| Boquete 57' · Willy 90+1' | Chi tiết | Goeßling 27' · García 30' (l.n.) |

| Thổ Nhĩ Kỳ | 0 – 5    | Đức                                                                     |
| ---------- | -------- | ----------------------------------------------------------------------- |
|            | Chi tiết | Marozsán 10' · Okoyino da Mbabi 11' · Bresonik 71' · Behringer 76', 90' |

| România                    | 3 – 0    | Kazakhstan |
| -------------------------- | -------- | ---------- |
| Bănuță 53', 87' · Dușa 65' | Chi tiết |            |

| Đức                                            | 5 – 0    | Tây Ban Nha |
| ---------------------------------------------- | -------- | ----------- |
| Okoyino da Mbabi 24', 58', 68', 86' · Popp 61' | Chi tiết |             |

| Thụy Sĩ                                                          | 5 – 0    | Thổ Nhĩ Kỳ |
| ---------------------------------------------------------------- | -------- | ---------- |
| Mändly 3', 9' · Bachmann 30' · Crnogorčević 53' · Dickenmann 87' | Chi tiết |            |

| Tây Ban Nha | 13 – 0   | Kazakhstan |
| --- | -------- | ---------- |
| Boquete 20' (ph.đ.), 68' (ph.đ.) · Bermúdez 22' · Borja 29', 54' · Vilas 33', 38', 45', 51', 59', 60', 79' · Torrejón 78' | Chi tiết |            |

| Thụy Sĩ | 0 – 6    | Đức                                                                |
| ------- | -------- | ------------------------------------------------------------------ |
|         | Chi tiết | Okoyino da Mbabi 16', 38', 71', 85' · Mittag 24' · Egli 64' (l.n.) |

| Đức                                             | 5 – 0    | România |
| ----------------------------------------------- | -------- | ------- |
| Bresonik 1' · Popp 34', 50', 90' · Marozsán 40' | Chi tiết |         |

| Thụy Sĩ                                            | 4 – 3    | Tây Ban Nha                                |
| -------------------------------------------------- | -------- | ------------------------------------------ |
| Bachmann 18', 80' · Crnogorčević 54' · Zumbühl 82' | Chi tiết | Paz 25' · García 37' · Boquete 73' (ph.đ.) |

| Tây Ban Nha                                | 4 – 0    | Thổ Nhĩ Kỳ |
| ------------------------------------------ | -------- | ---------- |
| Sonia 13' · Paz 32' 34' · Kıraç 73' (l.n.) | Chi tiết |            |

| România                      | 4 – 2    | Thụy Sĩ                    |
| ---------------------------- | -------- | -------------------------- |
| Rus 41', 60', 81' · Dușa 61' | Chi tiết | Crnogorčević 8' · Abbé 64' |

| Kazakhstan | 0 – 7    | Đức                                                                                             |
| ---------- | -------- | ----------------------------------------------------------------------------------------------- |
|            | Chi tiết | Okoyino da Mbabi 8', 42' · Odebrecht 33' · Mittag 55' · Schmidt 63' · Müller 86' · Goeßling 87' |

| Thổ Nhĩ Kỳ | 1 – 3    | Thụy Sĩ                            |
| ---------- | -------- | ---------------------------------- |
| Uraz 27'   | Chi tiết | Dickenmann 25' · Bachmann 70', 73' |

| Kazakhstan | 1 – 0    | Thụy Sĩ |
| ---------- | -------- | ------- |
| Yalova 58' | Chi tiết |         |

| Đức | 10 – 0   | Thổ Nhĩ Kỳ |
| --- | -------- | ---------- |
| Okoyino da Mbabi 17', 74' · Mittag 24' · Laudehr 45+1' (ph.đ.) · Behringer 52', 60' (ph.đ.) · Müller 72', 86', 90+2' · Bajramaj 85' | Chi tiết |            |

| Tây Ban Nha | 0 – 0    | România |
| ----------- | -------- | ------- |
|             | Chi tiết |         |

## Cầu thủ ghi bàn
17 bàn
- Célia Okoyino da Mbabi

11 bàn
- Ramona Bachmann

10 bàn
- Verónica Boquete
- María Paz Vilas

8 bàn
- Alexandra Popp

7 bàn
- Martina Müller
- Laura Rus

6 bàn
| - Melanie Behringer - Cosmina Dușa | - Adriana Martín | - Sonia Bermúdez |

5 bàn
| - Fatmire Bajramaj | - Ana-Maria Crnogorčević | - Lara Dickenmann |

4 bàn
- Priscila Borja

3 bàn
| - Linda Bresonik - Lena Goeßling | - Simone Laudehr - Anja Mittag | - Babett Peter - Sandy Mändly |

2 bàn
| - Dzsenifer Marozsán | - Anne-Marie Bănuță | - Andreea Laiu |

1 bàn
| - Viola Odebrecht - Bianca Schmidt - Saule Karibayeva - Begaim Kirgizbaeva - Larisa Li - Mariya Yalova - Ioana Bortan - Maria Ficzay | - Raluca Sârghe - Marta Corredera - Ruth García - Silvia Meseguer - Amaia Olabarrieta - Marta Torrejón - Willy - Bilgin Defterli | - Leyla Güngör - Yağmur Uraz - Caroline Abbé - Jehona Mehmeti - Martina Moser - Lia Wälti - Selina Zumbühl |

Phản lưới nhà
| - Maria Ficzay (trận gặp Thổ Nhĩ Kỳ) - Ruth García (trận gặp Đức) | - Marie-Andrea Egli (trận gặp Đức) | - Seval Kıraç (trận gặp Tây Ban Nha) |